# Ройтлинген
Ройтлинген (на немски: Reutlingen) е град във федерална провинция Баден-Вюртемберг, в Югозападна Германия.
Площта на Ройтлинген е 87,06 км², населението към 31 декември 2010 г. – 112 484 жители, а гъстотата на населението – 1292 д/км².
Разположен е на 382 метра надморска височина. Телефонните му кодове са 07121, 07072, 07127, а пощенските 72760 – 72770. В града е разположен Ройтлингенският университет, основан през 1855 г., в който следват 4200 студенти (към 2006 г.).

## Побратимени градове
- Аарау, Швейцария
- Душанбе, Таджикистан
- Рединг, Пенсилвания, САЩ
- Солнок, Унгария